# Jens Köppen
Jens Köppen (* 6. Januar 1966 in Kyritz) ist ein ehemaliger Ruderer aus der Deutschen Demokratischen Republik, der ab 1991 für das vereinte Deutschland aktiv war. 1988 gewann er mit dem Doppelvierer die olympische Bronzemedaille.
Köppen ruderte für die SG Dynamo Potsdam. Er war zweimal Juniorenweltmeister: 1983 im Doppelzweier und 1984 im Einer. Ab 1985 war er fünfmal in Folge DDR-Meister im Doppelvierer. 1985 gewann er auch seine erste internationale Medaille, als der DDR-Doppelvierer in der Besetzung Uwe Sägling, Rüdiger Reiche, Jens Köppen und Karl-Heinz Bußert bei den Weltmeisterschaften die Silbermedaille hinter dem kanadischen Boot gewann, wofür er den Vaterländischen Verdienstorden in Silber erhielt. Seine zweite große Medaille gewann er zusammen mit Steffen Bogs, Steffen Zühlke und Heiko Habermann bei den Olympischen Spielen 1988 in Seoul, dort erreichte der Doppelvierer den Bronzerang hinter den Booten aus Italien und Norwegen. Für diesen Erfolg wurde er mit dem Vaterländischen Verdienstorden in Bronze ausgezeichnet. Nach dem vierten Platz bei den Ruder-Weltmeisterschaften 1989 endete Köppens eigentliche Karriere.
Bei den Olympischen Spielen 1992 in Barcelona traten im Doppelzweier der Deutsche Meister im Einer von 1990 Christian Händle und der Deutsche Meister im Leichtgewichts-Einer von 1991 Peter Uhrig an. Nachdem Uhrig und Händle ihren Vorlauf gewonnen hatten, sprang Jens Köppen für Peter Uhrig ein. Zusammen mit Christian Händle erreichte er das B-Finale und belegte dort den zweiten Platz.
Jens Köppen arbeitet als Steuerberater und ist ehrenamtlich bei der Potsdamer Ruder-Gesellschaft aktiv.